# Enrico Acerbi
Enrico Acerbi (Castano Primo, 25 oktober 1785 - Tremezzina, 5 december 1827) was een Italiaanse arts. Hij wordt beschouwd als een van de voorlopers van de moderne bacteriologie. Hij was een van de eerste die beweerde dat besmetting met microben mogelijk is.